# Communications in Analysis and Geometry
Communications in Analysis and Geometry is een internationaal, aan collegiale toetsing onderworpen wetenschappelijk tijdschrift op het gebied van de wiskunde. Het is gespecialiseerd in de klassieke analyse, partiële differentiaalvergelijkingen, algebraïsche meetkunde en topologie. De naam wordt in literatuurverwijzingen meestal afgekort tot Comm. Anal. Geom. Het wordt uitgegeven door International Press en verschijnt 5 keer per jaar. Het eerste nummer verscheen in 1993.